# Viișoara (okręg Botoszany)
Viișoara – wieś w Rumunii, w okręgu Botoszany, w gminie Viișoara. W 2011 roku liczyła 872 mieszkańców.